# 我主风云之天算不如人算
《我主風雲之天算不如人算》（英語：Legacy of Time）是馬來西亞電視家娛頻道 2008年自製的一部時裝劇電視劇，由2008年9月26日起在astro家娛頻道播出，共25集。這一部以威京集團的年中業績慶功宴拉開序幕，即陳美娥、葉良財、高雄、江家榮、黃志強、麥貴源、甘家旗、薛鳴、呂愛瓊、葉麗儀、陳可美、鄭錦昌等主演。值得一提的是，這套是馬來西亞停拍粵語劇集後第一套拍的廣東話劇集。

## 演員列表

### 劉家
| 演員   | 角色   | 花名/職業/人物關係                                    |
| 麥楓   | 方靜宜 | 劉啟明之母 劉俊宏、劉俊傑奶奶                         |
| 高雄   | 劉啟明 | 威京集團主席 方靜宜之子 方玉嬌之夫 劉俊宏、劉俊傑之父 |
| 余麗莎 | 方玉嬌 | 劉啟明之妻 劉俊宏、劉俊傑之母                         |
| 黃志強 | 劉俊宏 | 劉啟明、方玉嬌之養子 劉俊傑之兄 徐定國、侯青紅之親子  |
| 葉良財 | 劉俊傑 | 劉啟明、方玉嬌之幼子 劉俊宏之弟                       |

### 徐家
| 演員   | 角色   | 花名/職業/人物關係                       |
| 葉清方 | 徐定國 | 頂上企業集團總裁 週嫦蛾之夫 徐麗玲養父   |
| 梁書造 | 週嫦蛾 | 頂上企業集團副總裁 徐定國之妻 徐麗玲養母 |
| 陳美娥 | 徐麗玲 | 徐定國、週嫦蛾養女                       |

### 顏家
| 演員   | 角色   | 花名/職業/人物關係                           |
| 王駿   | 顏世華 | 梁錦芳之夫 顏永和、顏耀輝之父 顏佳琳之大伯父 |
| 吳金英 | 梁錦芳 | 顏世華之妻 顏永和、顏耀輝之母 顏佳琳之大伯母 |
| 甘家旗 | 顏永和 | 顏世華、梁錦芳之大子 顏耀輝之兄 顏佳琳堂哥   |
| 蔡可立 | 顏耀輝 | 顏世華、梁錦芳之幼子 顏永和之弟 顏佳琳堂弟   |
| 呂愛瓊 | 顏佳琳 | 顏永和堂妹 顏耀輝堂姐                        |

### 其他演員
| 演員   | 角色   | 花名/職業/人物關係        |
| 劉銓盛 | 蔡文偉 |                           |
| 倪玉錚 | 王雅婷 |                           |
| 江家榮 |        |                           |
| 饒蘭花 | 張詠琴 |                           |
| 麥貴源 |        |                           |
| 薛 鳴  | 陳孝祖 |                           |
| 葉麗儀 | 謝少芬 |                           |
| 傅志堅 | 陳達初 |                           |
| 黃曉華 | 李惠珊 |                           |
| 高 麟  |        |                           |
| 鄭錦昌 |        |                           |
| 林文華 | 山豬   |                           |
| 黎艷瓊 | Ivy    |                           |
| 熊康如 | 侯青紅 | 徐定國久情人 劉俊宏之親母 |
| 譚樹佳 | 徐富貴 | 徐麗玲之親父              |